# Coba Ritsema
Jacoba Johanna Ritsema o Coba Ritsema (Haarlem, 1876 – Amsterdam, 1961) fou una retratista neerlandesa del segle xix.

## Biografia
Jacoba, o Coba, va néixer el 1876 com la filla de Jeanette (Jannetje) Moulijn i de Coenraad Ritsema en una família d'artistes amb una germana i dos germans. En la seva família ja hi havia alguns artistes coneguts: el seu avi Jacob Ritsema va ser un pintor aficionat, el seu pare era un litògraf i el pintor i gravador Simon Moulijn era un nebot de la seva mare.
El seu germà estudià a l'Acadèmia de Düsseldorf des dels quinze anys, la mateixa edat en la que Coba va començar a emprendre el seu camí en la branca artística. Per a una noia, ans al contrari en aquesta època, a la gent del sel entorn no els semblava normal anar a l'estranger a tan primerenca edat. El seu germà fou professor de dibuix a l'escola «Haarlemse Schoolvoor Kunstnijverheid» des de 1891 fins a 1893. La seva germana Catalina va tractar d'esdevenir-se una pianista (i més tard es va convertir en intèrpret de viola) i el seu germà Johan estudià litografia com el seu pare. Des de 1893 fins a 1897, Coba va estudiar a la Rijksacademie van Beeldende Kunsten a Amsterdam, on aprengué en una classe especial per a les dones artistes.
Les obres de Ritsema van ser descrites el 1947 pel crític de Johan van Eikeren com si poguessin haver estat produïdes per un home -una cosa que es considerava com un elogi en aqueslls temps. Els seus treballs solien vendre's bé, tot i que no era un mestre que podia donar-se el luxe de negar-se a fer concessions.
Coba era molt unida al seu germà Jacob, i quan ell va morir sobtadament el 1943, li va costar superar-ho - Jacob va ser també un pintor, després de tot, i ella li consultava molt en la seva feina. El 1957 va guanyar el premi Rembrandt, un premi concedit per la ciutat d'Amsterdam un cop cada cinc anys. En la vellesa es va mantenir activa, encara que el seu estudi no era de fàcil accés per a una dona a l'edat com ella, vivia en un quart pis - tenia cadires col·locades a cada pis cap amunt, per poder descansar en cada pis, mentre que va pujar en els seus últims anys va viure a Pro Sinecure al Vondelstraat Amsterdam, on va morir a causa del seu feble cor l'any 1961.
Ella era un membre de l'Estudi pulchri a l'Haia, a més de ser membre de la Teekengenootschap Pictura. Les obres de Ritsema estan exposades al Museu Teyler i Mesdag van Calcar, però també tenia una exposició en solitari en el Frans Hals Museum.
Segons el Rijksbureau voor Kunsthistorische Documentatie (RKD; en català, Institut Neerlandès per a la Història de l'Art), Jacoba Johanna Ritsema va alumna d'August Allebé, George Hendrik Breitner, Carel Lodewijk Dake, Fredrik Theodorus Grabijn, Jacob Ritsema (el seu germà), Thérèse Schwartze i Nicolaas van der Waay. Pertanyia al grup de dones artistes Amsterdamse Joffers («donzelles d'Amsterdam») amb, entre d'altres, Lizzy Ansingh, Marie van Regteren Altena i Nelly Bodenheim.
Coba Ritsema va ser membre de la Societat Lucas d'Amsterdam i del Pulchri Studio de la Haia, així com membre de Teekengenootschap Pictura. El 1910 guanyà la medalla de bronze de l'Exposició Universal de Brussel·les i el 1912 i 1923 guanyà una medalla de plata a la ciutat d'Amsterdam. El 1918 també va guanyar una medalla reial entregada per la reina Guillemina de Prússia i el 1957, el premi Rembrandt.